# Pierre-Yves Hénin
Pour les articles homonymes, voir Henin.
Pierre-Yves Hénin, né le 11 avril 1946 au château de Saint-Aubin-sur-Loire (Saône-et-Loire), est un économiste et historien français.
Il a été président de l'université Panthéon-Sorbonne-Paris 1.

## Biographie

### Famille
Fils de Stéphane Hénin (1910-2003), agronome et pédologue, et frère de Jean-François Hénin, homme d'affaires français, Pierre-Yves Hénin est le père de quatre enfants, dont Nicolas Hénin, journaliste français, et d'Emmanuelle Hénin[réf. nécessaire].

### Cursus universitaire
Au terme d'études à la faculté de droit et de sciences économiques de Paris, il a obtenu son doctorat en sciences économiques en 1970, soutenu une thèse complémentaire et passé le concours d’agrégation de l’enseignement supérieur en 1971 (rang : 1er).

### Carrière universitaire
De 1968 à 1971, Pierre-Yves Hénin a été chargé de recherche à l'ISEA et au CNRS. Il a été professeur à l'université d'Orléans, de 1972 à 1975, puis à l'université Panthéon-Sorbonne (Paris 1) de 1975 à 2009, date à laquelle il prend sa retraite comme professeur émérite.

### Responsabilités pédagogiques et administratives
Dès 1968, Pierre-Yves Hénin a contribué au débat sur la réforme des études d’économie à l’université. Au cours de sa carrière, il a été conduit à exercer diverses responsabilités administratives, notamment comme directeur de l'UER, puis de l'UFR de sciences économiques de l'Université Panthéon-Sorbonne de 1978 à 1982 puis de 1985 à 1990, et comme vice-président du conseil scientifique de cette université de 1982 à 1989 et de 1993 à 2004. Il a été responsable de diverses formations de l’université : de 1980 à 2000, du DEA « analyse macroéconomique et modélisation », ainsi que de 1985 à 1996 du magistère d'économie de l'université Panthéon-Sorbonne (magistère commun à l'EHESS et à l'École normale supérieure).
En avril 2004, il a été élu président de l'université Panthéon-Sorbonne, fonction exercée jusqu’en mai 2009. Comme président de Paris 1, il a notamment négocié la participation de cette université à l’École d'économie de Paris ainsi qu’au campus Condorcet.

### Activités et responsabilités scientifiques
Sur le plan scientifique, Pierre-Yves Hénin s’est toujours inscrit dans la perspective de la synthèse néo-classique, qui considère que l’on peut utiliser les outils des mainstream economics (en) pour étudier les défaillances des marchés, ainsi que les politiques de stabilisation ou de régulation nécessaires. Dans les années 1970 et 1980, il a été un des promoteurs français de la théorie des déséquilibres. Dans les années 1990, il a impulsé des travaux visant à adapter la théorie américaine des cycles réels pour y intégrer des éléments de la nouvelle économie keynésienne.
En 1974, il a fondé le Centre de recherche MAD de l'université Paris-I (MAD : « macroéconomie et analyse des déséquilibres »), unité de recherche associée au CNRS no 926, qu’il a dirigé jusqu’en 1990. Investi dans les applications des méthodes quantitatives à la politique économique, il en a été appelé en 1991, et jusqu’en 2004, à la direction du Centre pour la recherche économique et ses applications (CEPREMAP), organisme dépendant alors du Commissariat général du Plan. Parallèlement à son activité de recherche, Pierre-Yves Hénin s’est investi dans diverses sociétés scientifiques :
- à l'Association européenne d'économie (European Economic Association), comme membre élu du comité exécutif (1988 – 1992) ;
- à l'Association française de Sciences économiques, en particulier comme vice-président (1994-1995) et président[13] (1995-1997).

Depuis son départ à la retraite en 2009, il se consacre à des recherches sur les premiers mois de la Première Guerre mondiale. Il est notamment l'auteur d'un ouvrage de référence consacré au plan Schlieffen et ses perceptions en France et en Allemagne.
Avec Ahmet Insel, il propose le concept de National-capitalisme autoritaire (NaCA) pour rendre compte des régimes qui associent une économie capitaliste avec des pratiques politiques autoritaires, justifiées par un discours nationaliste ou identitaire.

## Publications
- (en) Macrodynamics: Fluctuations and Growth, Londres, Routledge and Kegan Paul, 1986. Traduction de Macrodynamique : fluctuations et croissance, Paris, Economica, 1re éd. 1979, 2e éd. 1981
- Études sur l'économie en déséquilibre, Paris, Economica, 1980 (coordination et contribution)
- Croissance et accumulation du capital en déséquilibre, Paris, Economica, 1982 (codirection et contributions)
- Déséquilibres en économie ouverte, Paris, Economica, 1985 (codirection et contribution)
- L'indexation des salaires : fondements et implications macroéconomiques, Paris, Economica, 1987 (codirection et contributions)
- La persistance du chômage, Paris, Economica, 1993 (coordination et contributions)
- L'équilibre macroéconomique, Paris, Economica, 1993, 2e édition, 1995
- (en) Advances in Equilibrium Business Cycles Models, Heidelberg, Springer Verlag, 1995 (coordination et contribution introductive)
- (en) Should we Rebuild Built-in Stabilizers?, (éd. et contrib.), Kluwer, 1997
- Le Plan Schlieffen : Un mois de guerre - deux siècles de controverses, Paris, Economica, coll. « Campagne & stratégies » (no 99), 2012, 572 p. (ISBN 978-2-7178-6447-2, présentation en ligne).
- Le National-Capitalisme autoritaire, une menace pour la démocratie, (avec Ahmet Insel), Saint-Pourçain sur Sioule, Editions Bleu autour, Essais & Cie, 2021,  (ISBN 978-2-35848-156-4)

## Récompenses et distinctions

### Décorations
- Chevalier de la Légion d'honneur (2002)
- Chevalier de l'ordre des Palmes académiques (1998), officier (2009)
- Chevalier de l'ordre national du Mérite (1993)

### Prix
- 1966 et 1967 : lauréat de la faculté de droit et des sciences économiques ;
- 1970 : prix de thèse de l'Association française de Sciences économiques[14] ;
- 1996 : « économiste de l'année », catégorie conjoncture, Le Nouvel Économiste.